# 山地水东哥
山地水东哥（学名：Saurauia napaulensis var. montana）为猕猴桃科水东哥属下的一个变种。

## 扩展阅读
- 維基物種上的相關：山地水东哥